# Ma'wo
« Mawu (instrument) » redirige ici. Pour les autres significations, voir Mawu.
Le ma'wo, mawuwi ou mawu est un instrument de musique amérindien de Californie et d'Alaska en Amérique du Nord. C'est un arc musical indigène utilisé par les tribus Yokut, Maidu, Tlingit, Pomo, Miwok et Yurok. Avec le violon apache, c'est le seul instrument à cordes connu en Amérique du Nord avant l'arrivée des immigrants.

## Facture
Plusieurs variétés existent allant du vrai arc de guerre détourné de sa fonction l'espace d'un chant, à des arcs spécifiques, avec éventuellement un chevalet central ou une cheville d'accord. Leurs longueurs varient de 90 à 200 cm.

## Jeu
Les Amérindiens en jouent en le tenant de la main gauche sur l'épaule gauche (dont il dépasse beaucoup), la base (cordes ou bois) étant insérée dans la bouche, ou entre les dents ou tenue devant la bouche qui fait donc office de résonateur modulable pouvant produire différentes notes. On en joue à l'aide de la main droite qui soit pince la corde, soit la tapote à l'aide d'une baguette, d'un os ou des ongles.
Vu le peu de sonorité de l'instrument, il servait à l'agrément personnel, bien que des chamans s'en servent aussi.